# Первомайське (Гусєвський район)
Первомайське (рос. Первомайское) — селище Гусєвського району, Калінінградської області Росії. Входить до складу Калінінського сільського поселення.
Населення —  475 осіб (2015 рік). 

## Населення
| 2002 | 2010 |
| ---- | ---- |
| 500  | ↘475 |